# Glossaire de l'architecture
- Haut – A
- B
- C
- D
- E
- F
- G
- H
- I
- J
- K
- L
- M
- N
- O
- P
- Q
- R
- S
- T
- U
- V
- W
- X
- Y
- Z

## A
- Abaque, tailloir : partie supérieure du chapiteau des colonnes, sur laquelle porte l'architrave.
- Abat-son : châssis de lames inclinées en charpente dans un clocher renvoyant le son vers le sol.
- Abbaye, monastère (architecture religieuse) : édifice abritant une large communauté monastique (église « abbatiale »).
- Abergement : pied de souche étanchant sur un toit à la pluie une cheminée ou une sortie de gaine.
- About : extrémité façonnée d'une pièce de bois de charpente ou de menuiserie, destinée à être jointe dans un assemblage. Extrémité latérale du toit (rive). Ligne de jonction de mur, dalle, plancher, cloison avec façade ou pignon.
- Abside (architecture antique, architecture religieuse) : élément composant une église à plan en croix.
- Acoustique architecturale : techniques traitant dans un bâtiment la propagation du son pour sa qualité de perception.
- Acropole (architecture Grèce antique) : édifice en citadelle.
- Acrotère : muret situé en bordure de toit terrasse moderne pour permettre le relevé d'étanchéité. Piédestal soutenant des ornements sur une balustrade classique, un fronton antique.
- Adobe : brique de terre glaise.
- Adoucissement (§ art.) : élément (décoratif) de façade comblant un angle, un retrait. Contour incurvé du raccord de marche d'escalier au limon. Raccord d'éléments avec chanfrein, arête abattue. Pente diminuée de talus, toit, tuyau.
- Adyton (architecture Grèce antique) : pièce d'édifice.
- Ægicrane : ornement représentant un mufle de bélier ou de chèvre.
- Agglo(méré), bloc de béton, moellon, parpaing, plot : élément préfabriqué modulaire en béton de granulats moulé creux ou plein transportable par l'ouvrier pour maçonner des murs.
- Agrafe : lien métal solidarisant des pierres dans le mur ou accrochant des pierres décoratives, des pièces de couverture en bois ou en métal sur le mur. Clef de voûte décorative.
- Aile : corps de bâtiment séparé du corps principal central qu'il flanque.
- Aileron : volute décorative, en contrefort dans le plan du créneau, de lucarne en haut de façade.
- Aisselier : pièce de charpente.
- Ajouré : percé de jours, c'est-à-dire d'ouvertures aménagées dans une construction pour laisser passer le jour par souci d'effets décoratifs.
- Alcôve : renfoncement plus ou moins grand aménagé dans un mur pour un usage particulier, notamment le placement de la tête d'un lit.
- Alette : mur peu épais, dans une baie, appuyé sur le côté (la joue), réduisant la largeur d'embrasure.
- Allège : partie maçonnée basse sur laquelle s'appuie une fenêtre, minceur sur un mur épais.
- Ambon, chaire (architecture religieuse).
- Amortissement (§ art.) : élément décoratif terminant au sommet une ligne verticale de composition, en aplomb de contrefort, pilastre, baie (clocheton, statue, urne, boule…).
- Ancelle : bardeau ou tavaillon long utilisé en Savoie.
- Ancre : pièce de métal forgé à forme de X, Y, S, I fixée en bout de chaînage tirant entre façades maçonnées opposées pour leur éviter de prendre du ventre. Pièce métal de semelle béton, tirant de fixation du poteau posé.
- Annelet : moulure carrée sur les chapiteaux de colonne.
- Anta : pilier engagé construit avant le blocage du mur. En angle, il peut définir la disposition d'édifice en salles.
- Antéfixe : ornements de rive de toit.
- Apothème : géométrie, figure.
- Appareil, opus : ensemble de pierres assemblées de façon précise pour confectionner un mur ou un élément du mur (arc).
- Appareil en arête-de-poisson : appareil réalisé avec des briques ou des pierres plates inclinées à environ 45°, changeant de sens à chaque rang, donnant ainsi un aspect d'« arête de poisson ».
- Appareil isodome, isodomon : appareil à assises d'éléments réglés en disposition régulière d'un ou plusieurs formats alternés.
- Appentis : toit à un versant avec le faîte contre un mur qui le dépasse et soutenu de l'autre côté par des poteaux. Hangar.
- Appui de fenêtre, regingot : pièce transversale calant en bas la fenêtre sur l'allège (appui de baie).
- Aqueduc : ouvrage d'art aérien canalisant l'eau destinée à une ville.
- Arabesque : ornement de peinture, sculpture, gravure, mosaïque répétant des motifs évoquant des formes de plantes, d'animaux.
- Arase, arasement : extrémité supérieure à assise horizontale d'un mur.
- Arbalétrier : pièce de la ferme de charpente donnant la pente du toit et soutenant les pannes.
- Arc : assemblage de pierres, moellons ou briques ayant la forme d'une courbe pleine ou brisée franchissant un espace avec pour seuls appuis les extrémités.
- Arc de décharge : partie maçonnée en arc, au-dessus du linteau d'une baie, pour reporter sur les côtés, aux murs, la charge verticale reçue.
- Arc formeret, fermeret : arc formé à l'intersection de voûte et du mur porteur longitudinal fermant la travée.
- Arcade : baie libre sans fermeture formée d'un arc et de ses montants. Série d'arcs et piliers. Passage piétonnier avec boutiques.
- Arcature : arcade de décor devant un mur.
- Arcature lombarde : arcature faite d'une série de petits arcs juxtaposés situés dans la partie supérieure de murs gouttereaux.
- Arc-boutant : arc dissymétrique accoté à l'arc principal pour la reprise de poussée latérale. Renfort de maçonnerie massive (pied d'éléphant).
- Arc diaphragme : arc transversal sous une voûte surmonté d'un muret de refend à forme de croissant.
- Arc-doubleau : arc transversal renfort de voûte.
- Arc lancéolé, lancette : arc (façon de tiers point) à portée très faible par rapport à la haute flèche.
- Arceau : partie cintrée de l'arc. Petit arc décoratif avec ou sans baie.
- Arche : arc de pont.
- Archère, meurtrière : ouverture pratiquée dans une muraille défensive pour permettre l'observation et l'envoi de projectiles.
- Architecte : maître de conception et/ou d'exécution d'ouvrages, dit maître d'œuvre, professionnel inscrit à l'ordre.
- Architecture d'intérieur : conception du second œuvre, de rénovation légère.
- Architrave : linteau massif, support horizontal posé au-dessus des colonnes (d'un fronton).
- Archivolte : éléments d'ornement (moulures, baguettes, bas-relief) de l'intrados et du pourtour d'un arc, d'une voûte.
- Arêtier : pièce de charpente qui délimite deux pans de toiture formant un angle saillant (contrairement à une noue).
- Armature de béton : pièces métalliques de profil allongé constituant la résistance à la traction des pièces en béton.
- Armille : élément de décoration dans l'ordre dorique.
- Arrière-corps (§ art.) : partie de bâtiment faisant un retrait sur une façade.
- Arrondi de dalle : moulure convexe en quart de cercle raccordant un bord et la sous-face pouvant recevoir comme support le congé d'une autre dalle.
- Artichaut : élément en métal (généralement en fer forgé) destiné à interdire le passage à certains points d’une clôture.
- Ascenseur : appareil de transport vertical de personnes et de charges dans les bâtiments, à treuil, à vis, à piston hydraulique.
- Assise, assiette : couche de pierres ou briques appareillées dans un mur. Fondations d'une bâtisse en béton.
- Asselet : élément de béton (généralement armé) placé sous chacune des extrémités d'une poutre, en supportant la charge et la répartissant de manière uniforme sur un mur (terme usité en Belgique).
- Astragale : moulure de chapiteau de colonne ou de façade. Moulure de boiserie.
- Atalburu (architecture basque) : linteau de baie.
- Atlante, télamon : statue d'homme ployé (Atlas) formant support pour un élément en encorbellement.
- Atrium : pièce centrale avec ou sans impluvium (Antiquité romaine). Grand espace de dégagement intérieur sous verrière.
- Atticurge ou attique (adjectif) : la base attique, utilisée dans plusieurs ordres architecturaux, comprend deux tores séparés par une scotie[1].
- Attique (nom) : petit étage placé au sommet d'un édifice au-dessus d'une frise. Couronnement au-dessus d'un arc de triomphe.
- Aubette : abri en bord de rue ou route pour l'attente des transports en commun.
- Autel (architecture religieuse).
- Auvent : petit toit (appentis) couvrant une entrée, une fenêtre.
- Avancée : partie de fortification ou de bâtisse qui fait saillie. Partie de toit qui fait saillie.
- Avant-corps (§ art.) : partie de bâtiment faisant saillie sur une façade.
- Avant-toit (§ art.) : partie du toit située à l'extérieur du plan du mur le supportant (avancée).
- Azulejos : dans la péninsule ibérique, ensemble de carreaux de faïence décorée assemblés en panneau mural.

- Haut – A
- B
- C
- D
- E
- F
- G
- H
- I
- J
- K
- L
- M
- N
- O
- P
- Q
- R
- S
- T
- U
- V
- W
- X
- Y
- Z

## B
- Bac acier : tôle galvanisée nervurée (à ondulations en U faiblement creux) servant à la toiture.
- Bahut : mur bas appui d'une grille ou d'une arcade.
- Baie : ouverture fermée ou non d'une porte ou d'une fenêtre dans un mur, une cloison.
- Baie aveugle : baie simulée que l’on a conçue avec un remplissage en fond.
- Balcon : plate-forme en surplomb, à garde-corps, accessible par une baie du mur ou un escalier.
- Balcon filant (§ art.) : balcon continu d'un pignon à l'autre pouvant être soutenu par les refends intermédiaires.
- Balconnet : garde-corps de baie de porte-fenêtre sans plate-forme. Très petit balcon.
- Baldaquin, dais : ouvrage en pierre, en bois sculpté, soutenant en général des tentures, élevé au-dessus d'un trône, d'un autel ou d'une chaire.
- Balteus : mur bas séparant deux étages de gradins dans les amphithéâtres romains et séparant l'orchestre de la cave dans les théâtres romains.
- Balustrade : rangée de balustres fixés entre un socle et une tablette formant appui et constituant un garde-corps ajouré.
- Balustre : colonnette de forme renflée.
- Banche : panneau de bois, de métal, pour coffrage de terrassement ou de construction.
- Bande de solin : bande en métal engravée dans un mur comme couvre-joint de relevé d'étanchéité.
- Bande lombarde, lésène : pilastre méplat (faux-pilier) décorant un mur extérieur.
- Bandeau : moulure de contour de baie. Bande horizontale continue de façade. Parement de chéneau en bardage métallique.
- Bandeau de pont : appareil d'arc de pierre marquant en façade les extrémités de la voûte de pont en maçonnerie (sorte de plate-bande).
- Banquette : tables de pierre, bois, couvrement mur d'appui. Plateforme de circulation interne, égout, talus, fouille. Gaine horizontale basse.
- Baptistère (architecture religieuse).
- Bardage : parement et protection de façade d'une construction constitué de planches bois ou PVC, tôles galvanisées peintes, pierres pelliculaires.
- Bardeau : planchettes bois, feutres bitumineux en façade ou en toiture. Planchettes bois en plafond ou de support de carrelage de plancher.
- Barrière d'octroi : porte de ville, péage douanier d'entrée.
- Bas-côté (architecture religieuse) : dans une église, nef latérale, accolée à la principale, généralement plus étroite et moins élevée et ayant, le plus souvent, son pendant symétrique à la nef principale.
- Base, embasement, soubassement : assise ou assiette ou fondation d'un édifice, d'un élément porteur (mur, pilier, colonne).
- Basilique religieuse.
- Basilique civile : bâtiment antique, portique, ou partie de bâtiment couvert fermé à l'arrière par un mur plein, ouvert en façade par une colonnade.
- Bas-relief : sculpture dont le sujet en faible saillie ne se détache pas du fond.
- Bastion (architecture militaire).
- Batardeau : digue d'assèchement à paroi simple de palplanches ou paroi double avec remplissage terre ou tout-venant de carrière.
- Bâtière : petit toit à deux versants. Double-bâtière : sur quatre pignons jointifs, quatre versants se recoupant en huit triangles formant quatre noues.
- Battant : partie mobile (ouvrant) sur gonds d'une porte ou d'une fenêtre.
- Bauge : mortier de boue de terre avec paille ou foin ou branches.
- Bec : partie protectrice intégrée avant ou arrière d'une pile d’un pont.
- Bêche : partie en fort débord horizontal d'une semelle de fondation de mur (de soutènement).
- Beffroi : tour militaire de guet avec cloche.
- Belvédère : pavillon, kiosque ou plate-forme, établi(e) en un lieu élevé, éventuellement avec une table d'orientation du point de vue.
- Besant : ornement, disque sculpté en bas-relief plat sur un bandeau, une archivolte (roman).
- Béton : agrégat de sable, gravier, petites pierres (granulats de taille inférieure à 3 cm) avec un liant ciment réhydraté et des adjuvants.
- Béton armé : béton intégrant des armatures d'acier pour supporter les efforts induits de traction.
- Béton précontraint : béton armé à armatures acier mises en forte traction à la coulée et relâchées à la prise pour annuler les effets des contraintes dues à la portée de l'élément.
- Béton renforcé de fibres : béton de ciment contenant des fibres qui lui donnent de meilleures propriétés mécaniques et une meilleure durabilité.
- Bifora (ou bifore) : se dit d'une fenêtre à deux baies.
- Billettes : ornement, série de demi-cylindres courts.
- Bloc de béton, agglo(méré), moellon, parpaing, plot : élément préfabriqué modulaire en béton de granulats moulé creux ou plein transportable par l'ouvrier pour maçonner des murs.
- Blocage : ensemble maçonné au mortier de pierres non taillées dans un mur. Couche de pierres compactées support de voie d'accès ou de terrasse non suspendue. Ensemble de dallettes pilonnées dans sol.
- Blochet : pièce de charpente horizontale solidarisant le pied d'un arbalétrier avec une jambe de force (charpente à faux-entrait).
- Boisseau : tuyau court en céramique (à paroi alvéolée), en métal, constituant des conduits d'évacuation de fumée, d'eaux d'égout.
- Borie : cabane de pierre sèche provençale à fausse-voûte en tas de charge.
- Bossage : ornement de façade de pierres en saillies régulières taillées ciselées, et ou avec des joints accentués.
- Boulin : traverse d'échafaudage en bois, désigne aussi le trou dans le mur supportant la traverse. Nid de pigeonnier.
- Boute-roue, chasse-roue : pièce de métal ou pierre en pied de porte ou en angle de mur, empêche la détérioration par les roues.
- Bow-window : oriel dont la projection plane est un arc saillant hors de la façade (anglicisme).
- Bracon : poutre oblique assurant le contreventement des pannes sur les poteaux. Poutre diagonale assurant la stabilité d'une porte d'écluse.
- Brique : élément mince ou épais, plein ou perforé ou alvéolaire, en céramique cuite ou crue, à maçonner au mortier pour mur ou parement de façade, au plâtre pour cloison ou plafond.
- Brise-lames : digue d'entrée de port.
- Brise-soleil : pare-soleil ajouré métal ou béton filant en façade (bandeau horizontal).
- Brisis : partie à forte pente du toit « à la Mansart ».
- Bucrane : ornement, crâne de bœuf sculpté (motif antique renaissance[pas clair]).
- Bulbe : toit ou coupole en forme de bulbe.
- Bulbe de compression : diagramme des forces dans le sol issues des charges reprises par les fondations.
- Bureau à cloisons : local clos ou emplacement meublé délimité par demi-cloisons pour travail d'écriture.
- Bureaux-immeuble : immeuble pour travail administratif.
- Buton, étrésillon : étai en bois ou métal tenant l'écart entre des parois (murs, banches, panneaux de coffrage de terrain en fouille).

- Haut – A
- B
- C
- D
- E
- F
- G
- H
- I
- J
- K
- L
- M
- N
- O
- P
- Q
- R
- S
- T
- U
- V
- W
- X
- Y
- Z

## C
- CAO ou Architecture virtuelle (§ art.) : conception de bâtiment par paramétrage partiel ou total d'automatismes programmés sur machine : allocation spatiale, dessins (DAO), pièces écrites.
- Cabane en pierre sèche : habitation, abri, en mur de pierres non taillées posées sans mortier.
- Cabochon : ornement de sol carrelé. En façade, petit élément saillant en céramique multicolore de forme ronde.
- Cache-moineaux : parement en sous-face de l'avant-toit.
- Cadran solaire : tablette ou enduit de mur marqué de repères d'heure solaire donnée par stylet (gnomon).
- Caisson de plafond (§ art.) : compartiment de plafond plat ou de voûte fait avec le solivage ou avec du staff.
- Calage, cale : pose à niveau d'équipement (fenêtre, porte, escalier…) sur le gros œuvre. Pose avec joints de mortier de mise à niveau de socle.
- Calage de pierre sèche (§ art.) : pose sans mortier de pierres sèches (non taillées).
- Calotte : partie supérieure d'une voûte sphérique peu cintrée.
- Campanile : tour (isolée), édifice religieux avec cloche.
- Campenard : mur haut percé de baie(s), destinée(s) à accueillir une ou des cloche(s).
- Candélabre : luminaire.
- Cariatide : colonne sculptée en statue de femme soutenant un entablement.
- Cartouche : ornement de pierre taillée portant une inscription gravée.
- Casquette : petite couverture en avancée protégeant une baie.
- Castel : château. Bâtisse aux formes de château médiéval construite après la Révolution, folie.
- Cathédrale (architecture religieuse).
- Cave : local en sous-sol servant souvent de réserve ; peut être voûté.
- Caveau : sépulture sous un édifice religieux ou seigneurial.
- Cavet : moulure concave en quart de cercle raccordant deux faces planes perpendiculaires.
- Cellier : local (rez-de-chaussée ou attenant) où on conserve des provisions.
- Cénotaphe : monument à la mémoire d'une personne, d'un groupe, et dont la forme rappelle un tombeau (ne contient pas de corps).
- Chai : bâtiment utilisé pour l'élevage ou le stockage de vins ou de spiritueux.
- Chaînage : éléments métalliques transversaux consolidant un mur avec baies. Cadre d'armatures horizontales et verticales du béton. Partie rigidifiante horizontale et verticale de mur en appareil de brique ou pierre taillée.
- Chaîne : élément de clôture. Dispositif pour retenir une fermeture.
- Chaîne d'angle (§ art.) : partie encoignure de murs faite d'un appareil en brique ou pierre taillée (chaînage).
- Chaîne horizontale (§ art.) : partie en milieu de pan de mur (départ de plancher) faite d'un appareil en brique ou pierre taillée (chaînage).
- Chaîne verticale (§ art.) : partie en milieu de pan de mur (départ de refend) faite d'un appareil en brique ou pierre taillée (chaînage).
- Chaire (architecture religieuse).
- Chambranle : encadrement de porte, fenêtre, cheminée.
- Chancel (architecture religieuse) : clôture basse en bois, en pierre ou en métal.
- Chanfrein : arête saillante abattue, plat étroit.
- Chanlatte : traverse bois section biseautée retenant les tuiles de couverture.
- Chape : partie maçonnée recouvrant une dalle pour mise à niveau et finition. Partie supérieure étanchant une voûte (coiffe).
- Chapeau de gendarme : linteau en pierre ou menuisé de porte, de fenêtre, dont la courbe est celle d'une vague. Forme donnée à un tuyau pour en croiser d'autres.
- Chapelle axiale : chapelle située dans l'axe longitudinal de l'église.
- Chaperon : sommet d'un mur couvert de tuiles ou d'une partie bombée en maçonnerie.
- Chapiteau : ornement en pierre taillée, évasement en sommet de colonne.
- Charpente : assemblage de pièces de bois ou de métal, structure de toiture, structure de mur (sans maçonnerie porteuse).
- Charpente Philibert de L'Orme : charpente de toiture à forme de carène de navire renversé.
- Chartreuse : bâtiment dans le sud-ouest de la France.
- Chasse-roue, boute-roue : pièce en métal ou en pierre située au pied d'une porte ou d'un angle de mur, pour empêcher la détérioration par les roues d'un véhicule.
- Château : demeure de grandes dimensions (fortifiée) de seigneur ou de notable.
- Château fort (architecture militaire médiévale).
- Chaume : matériau de couverture de toiture, tiges végétales.
- Cheminée : foyer et conduit à fumée sortant du toit de l'édifice. Conduit à fumée industriel.
- Cheminée sarrasine : cheminée bressane ayant l'aspect d'un minaret ou d'un petit clocher.
- Chéneau : canal en pierre, terre cuite, métal à la base de la toiture collectant l'eau vers les tuyaux de descente ou bien les gargouilles.
- Chevalement : assemblage temporaire de madriers, poutres supportant un mur, une partie de construction. Superstructure de la cage d'ascenseur de mine.
- Chevet (architecture religieuse) : élément composant une église à plan en croix.
- Chevêtre (§ art.) : pièce de charpente de trémie, relie les deux solives allant de mur à mur et porte entre elles les solives plus courtes.
- Chevron : pièce de charpente soutenue par des pannes, et qui supporte des liteaux, lambourdes ou voliges.
- Chien-assis : lucarne de comble placée en saillie sur un pan de toit.
- Chimère (architecture) : figure sculptée fantastique, mythique ou grotesque utilisée à des fins décoratives.
- Chœur (architecture religieuse) : élément composant une église à plan en croix.
- Ciborium, baldaquin (architecture religieuse) : ouvrage en pierre, en bois sculpté ou en tissu, élevé au-dessus d'un autel.
- Cimaise : ornement, moulure de corniche de pierre. Moulure bois intérieure à mi-hauteur de mur.
- Ciment : poudre formant avec l’eau un liant capable d’agglomérer des matériaux constituant du mortier ou du béton.
- Cimetière : lieu d'enfouissement de corps d'humains et d'animaux.
- Cintre : intrados d'arc ou de voûte. Charpente provisoire servant à la construction d'un arc ou d'une voûte.
- Cintres de théâtre : partie du théâtre au-dessus de la scène.
- Circulation : espace de passage dans un édifice, couloir, escalier.
- Circulade : village du Languedoc bâti en cercle autour d'une église ou d'un château fort central.
- Cisaillement (§ art.) : effort d'arrachement latéral dans des éléments rapportés collés ou rivetés subissant une traction ou une compression latérale.
- Claustra : cloison ou fermeture de baie ou clôture en paroi alvéolaire permettant le passage d'air et de lumière.
- Claveau : pierre taillée en biseau constitutive d'un arc ou d'une voûte.
- Clède : bâtiment cévenol séchoir de châtaignes.
- Clef d'arc : claveau bloquant mis au sommet d'un arc.
- Clef de voûte : claveau bloquant mis au sommet d'une voûte.
- Clef pendante : clef de voûte sculptée en fort relief.
- Clocher (architecture religieuse) : élément servant à abriter des cloches.
- Clocher à flèche de charpente.
- Cloison : paroi divisant un espace en pièces. Mur léger non porteur. Panneau de doublage thermique.
- Cloître (architecture religieuse).
- Coiffe : partie recouvrant un élément de construction.
- Clôture : barrière, mur, grille délimitant un espace.
- Collatéral ou bas-côté (architecture religieuse) : élément composant une église.
- Colombage ou pan de bois : ossature apparente de bois comblée de matériaux légers (de maison pouvant avoir étage(s) en encorbellement).
- Colonne : élément vertical de structure porteuse, soutien de forme cylindrique en pierre, en métal creux ou plein.
- Comble : charpente et couverture de toit. Espace situé sous la charpente.
- Comble à la Mansart, mansarde : charpente de toit avec ferme triangulaire posée sur structure bois en trapèze presque rectangulaire.
- Comble à surcroît : charpente de toit avec ferme triangulaire posée sur structure bois en trapèze.
- Communs : bâtiments annexes d'un château (grange, hangar, chai…).

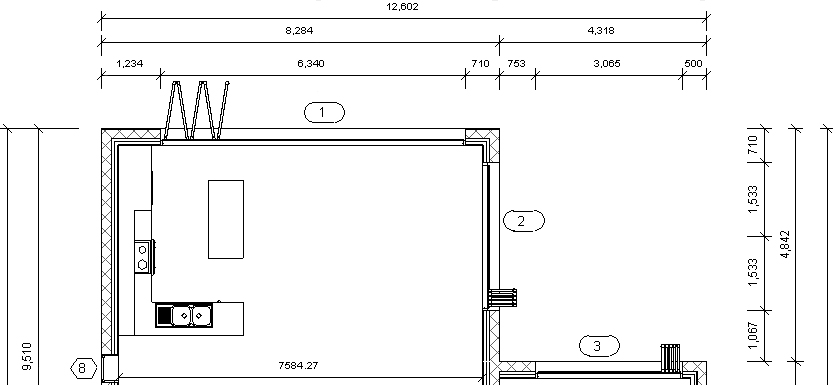
Cotes pour dimensions d'un bâtiment.

- Cote : chiffre annoté sur un dessin d'architecture et donnant une dimension de l'objet représenté.
- Compression (§ art.) : effort d'écrasement dans les éléments. La « mise en compression » est la phase « fini et meublé » du bâtiment nouveau.
- Composite constitué d'éléments très différents.
- Confessionnal : mobilier religieux.
- Congé : raccordement concave en arc de cercle entre deux surfaces, tangent à au moins l'une des deux (adoucissement par ex. des extrémités d'une cannelure, d'un chanfrein, du fût d'une colonne au filet…).
- Console : support à forme de volute (spirale) ou de talon (S) en saillie de mur pour balcon, corniche, colonne, poutre. Renfort de béton, de métal, en porte-à-faux du mur support de poutre.
- Contrecœur, taque : mur de fond d'âtre de cheminée.
- Contrefiche : pièce de charpente oblique reliant, dans une ferme, la base du poinçon à l'arbalétrier.
- Contrefort : massif de maçonnerie en renfort à l'extérieur du bâtiment contenant la poussée latérale due aux arcs et voûtes. Massif en renfort de mur de rétention des terres.
- Contre-fruit : inclinaison de la face du mur, de l'élément horizontal, par rapport à la verticale mettant le sommet en surplomb de la base.
- Contrescarpe : mur ou talus délimitant le côté opposé au fort dans le fossé autour d'une fortification.
- Contrevent : panneau opaque de fermeture de baie (fenêtre, porte, etc.) posé en extérieur du bâtiment. Pièce de bois oblique solidarisant panne faîtière et poinçon de ferme.
- Contreventement : élément de construction lié perpendiculairement à un élément qui risque le basculement sous l'effet du vent. Élément (oblique) rigidifiant une structure porteuse sous tous les axes horizontaux et verticaux.
- Corbeau : élément saillant du mur soutenant une poutre ou une corniche.
- Corbeille : balcon à forme arrondie. Capote à arceaux au-dessus de baie (store). Partie du chapiteau d'une colonne.
- Corbelet : élément saillant du mur soutenant une poutre ou une corniche (petit corbeau).
- Cordon : moulure horizontale démarquant les étages.
- Corolle : forme qui s'inspire de la structure d'une fleur. Il s'agit d'un élément ornemental ou fonctionnelle qui rappelle les pétales d'une fleur disposés en cercle autour d'un point central.
- Corniche : couronnement de construction, en saillie, ligne continue horizontale ou en pente.
- Corps d'état, corps de métier : métier spécialisé de construction du bâtiment.
- Corps de bâtiment : partie de bâtiment constituant un volume pouvant être distingué, une unité d'habitabilité.
- Corps de logis : corps de bâtiment central principal contenant le logement, les appartements.
- Corps de moulure : ensemble des moulures.
- Corridor (§ art.) : galerie couverte, plus ou moins étroite, qui sert de passage pour aller à plusieurs appartements, à plusieurs salles.
- Costière : muret support du relevé d'étanchéité en terrasse. Cadre de charpente de toit recevant la fenêtre. Parois latérales intérieures de cheminée, conduit fumée.
- Couloir ou corridor (§ art.) : passage de communication long et étroit entre pièces.
- Coupole : voûte à volume intérieur hémisphérique ou ellipsoïdal.
- Cour anglaise : la cour anglaise est une ouverture dans le sol, au pied de la façade d'un bâtiment, qui permet d'éclairer une pièce en sous-sol.
- Couronnement : partie supérieure visible d'un édifice.
- Coursière (§ art.) : passage en hauteur dans arcade étroite intérieure. Passage palier en balcon découvert.
- Courtine : muraille reliant deux tours de fortification, rempart reliant deux bastions.
- Coussiège : banc ménagé dans l'embrasure d'une fenêtre, souvent de pierre, intégré à la maçonnerie.
- Coussinet ou sommier ou oreiller : pierre en sommet de colonne. Pierre en sommet de piédroit ou de pilier recevant l'arc.
- Couvertine : coiffe métallique d'un muret permettant d'assurer l'étanchéité au ruissellement.
- Couverture : matériaux étanches assemblés sur une construction.
- Coyau : chevron rapporté à la base d'un versant pour adoucir la pente de l'égout ou du toit.
- Coyer (§ art.) : tirant horizontal en diagonale dans enrayure, entre gousset au pied de poinçon et pied d'arêtier.
- Crampon : agrafe de fixation entre deux éléments (pierre, poutre en bois).
- Crapaudine, crépine : grille de rétention des éléments étrangers à l'entrée de canalisation.
- Crémone (§ art.) : fermeture de porte ou de fenêtre à bouton avec béquilles métalliques en bas et haut s'enfonçant dans des gâches.
- Créneau : ouverture pour le tir dans la partie supérieure d'un mur de fortification.
- Crépine : bac de canalisation retenant à ses extrémités ou dans le circuit les éléments étrangers entraînés dans le flux.
- Crochet, ou crosse : ornement saillant en pierre sculptée, recourbé à son extrémité, et qui s'enroule comme un bourgeon de feuillage.
- Croisée : structure (porteuse) en croix de pierre ou de bois divisant la baie de fenêtre, porte. Fenêtre à deux battants avec croisillons.
- Croisée d'ogives : système constructif d'arcs brisés pour voûte ogivale.
- Croisée du transept (architecture religieuse) : élément composant une église à plan en croix.
- Croisillon : transept d'église. Traverse associée au meneau de croisée. Petit bois de fenêtre.
- Croupe : partie arrondie de toiture à charpente au-dessus de cul-de-four, ou triangulaire plate côté pignon.
- Crypte (architecture religieuse) : élément en sous-sol d'une église.
- Cryptoportique : galerie partiellement fermée, parfois en sous-sol.
- Cueillie, encoignure : angle intérieur formé par la rencontre de deux pans de mur, de mur et plafond, de mur et plancher.
- Cul-de-four : voûte en forme de quart de sphère.
- Cul-de-lampe : support en saillie de mur pour corniche, colonne, poutre, statue.
- Culée :
  - culée (construction) : maçonnerie destinée à contenir la poussée d'arc, arc-boutant, arche, voûte ;
  - culée (pont) : élément statique en béton ou métal, destiné à recevoir l'extrémité de tablier d'un pont ou viaduc.
- Culot : ornement, partie départ de rinceau, volute, socle.
- Cupule : conque décorative ou arrondi creusé et sculpté d'une pierre.

- Haut – A
- B
- C
- D
- E
- F
- G
- H
- I
- J
- K
- L
- M
- N
- O
- P
- Q
- R
- S
- T
- U
- V
- W
- X
- Y
- Z

## D
- Dais, baldaquin : ouvrage en pierre, bois sculpté soutenant en général des tentures, élevé au-dessus de trône, autel, ou chaire.
- Dalle : plaque de couverture de voie, monument, tombe. Plancher béton armé d'intérieur de bâtisse ou d'abords extérieurs.
- Déambulatoire (architecture religieuse) : élément composant une église à plan en croix.
- Décrottoir : lame de fer fixée à la porte d’entrée d’une maison, à la sortie d'un parc, pour gratter les chaussures.
- Demi-ferme (§ art.) : ferme en triangle rectangle permettant de couvrir un appentis, une croupe ou un dôme.
- Denticule : ornement, cube saillant répété en série dans le creux d'une corniche (modillon).
- Devanture : revêtement du devant d'une boutique, sa façade d'entrée.
- Dépendance : bâtiment annexe d'un bâtiment principal.
- Descente des charges (§ art.) : graphique des forces descendantes (poids propre et subi par le gros œuvre) du bâtiment.
- Dessus-de-porte : tableau que l'on trouve dans l'encadrement au-dessus d'une porte. Il en existe par exemple au château du Petit Trianon ou au château de Fontainebleau.
- Distribution : répartition des volumes dans un édifice, constitution de pièces par cloisons et murs. Conduits d'amenée des fluides en plomberie.
- Dôme : toiture en voûte sphérique maçonnée ou en voile de béton à simple courbure
- Dôme , du latin domus (domus Dei, maison de Dieu): cathédrale ou église importante en Allemagne et en Italie.
- Donjon : tour de fortification de dernier retranchement d'un château fort.
- Dormant, huisserie : châssis fixé au bâti composé des montants et de(s) traverse(s) en bois ou métal, d'un bloc-porte ou d'un bloc-fenêtre le support de l'ouvrant.
- Dosseret : pilastre simplifié sans chapiteau dans l'art roman, à naissance d'arc-doubleau. Partie verticale encadrement d’une baie. Mur support souche cheminée. Piédestal massif dans balustrade classique, fond arrière sur paillasse.
- Double fenêtre : deux châssis de fenêtre l'un derrière l'autre.
- Double vitrage : deux vitrages sur le même châssis.
- Doublis : rangée de pièces de même longueur placée sous le premier rang d'ardoises pour constituer une rive d’égout à deux épaisseurs.
- Douche : cabine sanitaire de lavage avec amenée d'eau, receveur (bac), évacuation d'eaux, vannes, à usage debout ou assis.
- Doucine, talon renversé : ornementation moulure formée de deux arcs de cercle, l'un convexe l'autre concave, en S horizontal.
- Douelle (§ art.) : parement de l'intrados ou de l'extrados d'un voussoir de voûte, de l'intrados d'un claveau d'arc.
- Duplitecture : courant qui consiste à reproduire à l'identique des quartiers, des bâtiments ou des monuments existants.
- Draperie : motif ornemental constitué d'un tissu plissé comme la courtine, le linge, le rideau[2].

- Haut – A
- B
- C
- D
- E
- F
- G
- H
- I
- J
- K
- L
- M
- N
- O
- P
- Q
- R
- S
- T
- U
- V
- W
- X
- Y
- Z

## E
- Ébrasement : dressage non perpendiculaire au plan du mur de la paroi maçonnée d'une baie formant un biais.
- Échandole (escandòla) : bardeau.
- Échantignole : coin de bois fixé sur l'arbalétrier pour retenir les pannes.
- Écoinçon : triangle à la base d'arc contre mur ou d'arcs jointifs sur appui commun. Paroi intérieure entre baie et mur cloison.
- Écusson, écu : cartouche ou tablette destinée à recevoir des armoiries, inscriptions, motifs d’ornement.
- Édicule : édifice dans l'espace public moderne, abri de transport en commun, mobilier urbain de communication, édifice sanitaire.
- Égout de toit : limite basse de toit d'où ruisselle l'eau de pluie récupérée par un chéneau ou une gouttière.
- Égout retroussé (§ art.) : partie basse peu large de pente plus faible au-dessus des entraits d'une toiture.
- Égout sanitaire : canal souterrain collectant les eaux usées et déjections acheminées vers une station d'épuration.
- Embasement, base, soubassement : assise ou assiette ou fondation d'un édifice, d'un élément porteur (mur, pilier, colonne).
- Emban : toit supporté par des poteaux de bois et accoté à l'église ; galerie ouverte autour d'une place (Gascogne).
- Embrasure : ouverture dans un parapet de bastion pour tirer au canon. Feuillure dans l'épaisseur du mur recevant l'huisserie d’une porte, d'une fenêtre. Vide extérieur, vide intérieur laissé dans épaisseur mur par baie.
- Embrèvement : assemblage de pièces de bois par tenon et mortaise, rainure et languette.
- Empanon : chevron reliant un arêtier à une sablière ou une noue au faîtage.
- Encoignure, cueillie : angle intérieur formé par la rencontre de deux pans de mur, de mur et plafond, de mur et plancher.
- Encorbellement : construction en saillie de façade, en porte-à-faux.
- Enfeu : niche funéraire dans un mur, à fond plat.
- Enduit : couche de mortier appliquée sur un mur.
- Enfilade : vue perspective extérieure latérale de constructions aux faces (de grandes dimensions) alignées. Alignement en série des pièces intérieures.
- Engagement (§ art.) : intégration du corps, du membre, en partie ou en totalité dans son support (édifice, mur…) (inv. : dégagement).
- Enrayure : partie horizontale de charpente de dôme, de clocher, de croupe de toit.
- Entablement : partie horizontale appuyée sur colonnade (antique). Corniche et frise en saillie de façade. Couronnement de baie.
- Entrait : poutre horizontale reprenant la base des arbalétriers opposés pour constituer une ferme.
- Entrait retroussé (§ art.) : charpente de toit, entrait à mi-hauteur sur arbalétriers.
- Épannelage : ligne visuelle haute d'un bâtiment en façade sur rue ou sur cour le séparant du ciel.
- Épi de faîtage : pièce de charpente qui couronne le faîte d’une toiture.
- Épigraphe : inscription de date de construction, maître d'œuvre, maître d'ouvrage, devise, sur un édifice.
- Entresol (§ art.) : étage bas ou à mi-niveau au-dessus du rez-de-chaussée, intégré en façade à ce rez-de-chaussée, qui peut, lui, avoir des accès sur la voie.
- Entrevous, hourdis : élément constitutif de plancher, corps creux avec congés latéraux pour support par poutrelles métal ou béton.
- Escalier : ouvrage fait de marches en pierre, bois, métal, verre pour circulation verticale extérieure ou intérieure.
- Escarpe : mur délimitant le côté fort dans le fossé autour d'une fortification.
- Estantat : pièce de charpente dans les Landes et en Gascogne.
- Étage : niveau d'un bâtiment ; l'espace entre plancher et plafond.
- Étage carré (§ art.) : étage dont les cloisons sont verticales (hors combles).
- Étage noble (§ art.) : étage d'apparat de proportions imposantes, de classe sociale importante, étages du bas des immeubles anciens.
- Étage technique (§ art.) : niveau utilisé pour les mécaniques d'ascenseur, VMC, chaudières collectives.
- Étançon : pièce de bois verticale permettant de soulager une reprise de charge.
- Étrésillon : étai en bois ou métal tenant l'écart entre des parois (murs, panneaux de blindage de terrain en fouille).
- Exèdre : édicule de jardin, banquette semi-circulaire en pierre. Niche ou recoin de salle à banquette pour conversation.
- Extrados : face supérieure d'une voûte ou d'un arc, face supérieure d'une pierre visible composant l'arc, la voûte.
- Ezkaratze : pièce de dégagement au centre de la maison basque traditionnelle.

- Haut – A
- B
- C
- D
- E
- F
- G
- H
- I
- J
- K
- L
- M
- N
- O
- P
- Q
- R
- S
- T
- U
- V
- W
- X
- Y
- Z

## F
- Fabrique de jardin : petite construction, souvent à caractère romantique, édifiée dans un parc ou un jardin.
- Façade : face d'une bâtisse, vue extérieure avec baies, balcons, ornements, et éventuellement toit.
- Façade principale (§ art.) : façade du bâtiment principal comportant l'entrée, la porte principale (frontispice).
- Façade arrière (§ art.) : façade opposée à la façade principale où se trouve la porte principale.
- Façade latérale (§ art.) : façade d'une aile, en angle ou en retrait avec la façade du corps de bâtiment principal.
- Façade légère : façade constituée d'éléments ne faisant pas partie de la structure porteuse.
- Faîtage : ligne de rencontre haute de deux versants d'une toiture. Faîte.
- Faîte : sommet recouvert par la couverture en ligne horizontale du toit à pentes. Faîtage.
- Fausse voûte : plafond charpenté hémisphérique au-dessous de la toiture d'un dôme, d'une tour.
- Faux appareil, faux joint : creux tracé dans un enduit imitant un appareil de pierres. Peinture imitant les joints.
- Faux entrait (§ art.) : poutre horizontale en compression au-dessus d'entrait reliant arbalétriers dans ferme.
- Faux pureau (§ art.) : partie recouverte d'un élément de couverture au milieu de la tuile entre recouvrement et pureau.
- Faux plafond (§ art.) : plafond situé sous le plafond original pour améliorer l'esthétique, l'acoustique, la thermique de la pièce.
- Faux plancher : plancher de comble non aménageable. Plancher technique amovible pour passage de gaines.
- Fenestron : petite fenêtre.
- Fenêtrage, fenestrage, fenestration : disposition générale des fenêtres sur la façade d’un édifice.
- Fenêtre, croisée : baie dans un mur fournissant un jour avec vitres fixes ou ouvrantes pour éclairage, vue, aération et parfois évacuation de personnes.
- Fenton : tige de métal servant à armer les entrevous de plâtre des planchers anciens.
- Ferraillage, fers : ensemble des armatures en fer assurant la résistance à la tension des éléments de construction en béton armé.
- Ferme : élément principal bois ou métal de charpente toit, forme triangulaire pour deux versants, plus pattes pour « à la Mansart ».
- Ferme en treillis : ferme (triangle, trapèze, rectangle) à membrure à mailles triangulaires (treillis).
- Fermeret, arc formeret : arc formé à l'intersection de voûte et du mur porteur longitudinal fermant la travée.
- Fermette (§ art.) : ferme légère préassemblée par connecteurs métalliques ou goussets.
- Ferronnerie : travail du fer à la forge, au marteau. Ouvrages en fer forgé, balcons, grilles, rampes, objets d'art.
- Feston : grosse guirlande, non flottante.
- Filet : moulure. Bande de mortier solin couverture appentis. Poutraison métal de renfort de plancher sous charge ponctuelle.
- Flamande : puits de lumière, caractéristiques du patrimoine lorrain[3],[4]
- Flambement, flambage : instabilité d'un élément élancé qui fléchit pour échapper à une charge de compression excessive.
- Flanquement : ajout d'une construction (un bâtiment généralement annexe) sur le(s) flanc(s) ou en angle d'un édifice, d'un ensemble architectural.
- Flèche : hauteur de la partie courbe d'un arc, d'une voûte (dans leur intérieur). Partie d'édifice pointue surmontant sa partie haute globale.
- Fléchissement (§ art.) : flexion des éléments horizontaux subissant leur poids propre et poids reçu.
- Fleuron : ornement schématisant une fleur épanouie garnissant le sommet d'un glabe ou d'un pignon.
- Flots grecs, postes, vagues : motif d’ornementation, bande formée d’enroulements en S ou spirales se reliant de façon continue.
- Fluage (§ art.) : décomposition (érosion) d'éléments à composition granulaire comprimé en surcharge, de pierre de grès, sol, etc.
- Folie : pavillon secondaire d'agrément édifié près d'une grande ville (XVIIIe siècle).
- Folie : château viticole (castel) près de Montpellier en Languedoc.
- Fondations : partie du gros œuvre transmettant et répartissant au terrain les charges de la bâtisse.
- Fonts baptismaux (architecture religieuse).
- Forme de pente (§ art.) : dalle en pente, chape de pente pour écouler les eaux.
- Formeret : arc latéral à plan situé dans le grand axe de l'ensemble des voûtes d'ogive.
- Forteresse (architecture militaire).
- Fosse septique : réservoir en matière plastique ou en béton recueillant et décomposant les déjections venant de toilettes sans raccord à l'égout.
- Fouille : excavation dans le sol pour le chantier des fondations.
- Frise : élément d'entablement compris entre architrave et corniche. Moulure menuisée plate de décor horizontal. Frette, chanlatte.
- Frontage : terrain compris entre la base d'une façade et la chaussée.
- Frontispice : façade principale d'un édifice.
- Fronton : élément maçonné, souvent triangulaire, couronnant une baie, un avant-corps, une façade.
- Fruit : inclinaison de la face du mur, de l'élément horizontal, par rapport à la verticale mettant la base en avant du sommet.
- Fusarolle : chapelet, frise de perles alternant avec des boudins.
- Fuste : maison construite en rondins de bois brut dans le sud-est de la France.
- Fût : corps de colonne entre base et chapiteau.

- Haut – A
- B
- C
- D
- E
- F
- G
- H
- I
- J
- K
- L
- M
- N
- O
- P
- Q
- R
- S
- T
- U
- V
- W
- X
- Y
- Z

## G
- Gable : partie triangulaire sommitale de mur, de fronton, massive ou à jours. Triangle de charpente sommet de lucarne.
- Gaine : piédestal s'évasant. Passage cloisonné pour conduites et fils de fluides.
- Galerie : balcon large intérieur. Passage piéton extérieur (arcade).
- Gambardière : tuile concave cintrée suivant son axe transversal utilisée pour réaliser des noues arrondies.
- Garde-corps, garde-fou : barrière basse dispositif de prévention des chutes.
- Gargouille : pierre (sculptée) en saillie de mur pour rejet d'eau de pluie. Assemblage par enfourchement de pièces en charpente.
- Gavit (architecture arménienne) : narthex d'église.
- Géminé : se dit d'éléments architecturaux qui vont par deux sans être en contact : fenêtres géminées.
- Génoise : fermeture d'avant-toit formée de plusieurs rangs de tuiles canal, caractéristique du sud de la France.
- Géode, dôme géodésique : coupole transparente hémisphérique moderne.
- Glacis : enduit maçonné pour écoulement d'eau sur corniche, cimaise, bandeau, arase de mur. Forme maçonnée sous bande métal.
- Gloriette : pavillon de parc formant belvédère (avec galerie).
- Guétali : gloriette réunionnaise.
- Gnomon : tige de métal (fichée dans un mur) indiquant l'heure solaire.
- Godron, canneau : ornement de moulures ovales courtes répétées parallèlement en creux ou en relief.
- Gousset : plaque rapportée ou partie de forme triangulaire servant à rigidifier un angle fait par deux pièces d'une structure assemblée ou coulée.
- Gouttes, larmes : ornement (ordre dorique), série de cônes ou de pyramides en frise. Ornement de plafond.
- Gouttière : canalisation suspendue en bas de toit recueillant l'eau de pluie. Partie basse du pan de toiture.
- Gradin : surélévation d'un degré dans un espace pour spectateurs. Décrochement de façade, en profondeur prononcée, sans surplomb. Degré d'élévation (terrasse peu profonde) d'un terrain.
- Granito : matériau de construction constitué de fragments colorés de pierre et de marbre, agglomérés avec du ciment ou de la résine, et poli jusqu'à lui donner l'apparence du granit.
- Gratte-ciel, tour : bâtiment plus haut que large, dépassant les constructions voisines.
- Grecque : motif d'ornement antique avec une ligne droite brisée effectuant des retours en arrière et constituant une bande.
- Griffe : ornement qu'on retrouve à la base des colonnes.
- Gros œuvre : gros de l'ouvrage composant la structure d'édifice.
- Grotesque : ornement antique en dessins d'arabesques, végétaux, figures grimaçantes.
- Guéoir : abreuvoir en maçonnerie en rive de rivière à faible tirant.
- Guichet : ouverture dans une porte cochère pour passage des piétons, dans un mur pour le passage des objets.
- Guillochis : motif d'ornement, lacis régulier de traits onduleux ou droits.
- Guirlande : motif ornemental et décoratif sculpté, représentant un entrecroisement de feuillages, de fleurs et de fruits.

- Haut – A
- B
- C
- D
- E
- F
- G
- H
- I
- J
- K
- L
- M
- N
- O
- P
- Q
- R
- S
- T
- U
- V
- W
- X
- Y
- Z

## H
- Hagioscope : ouverture aménagée dans un mur intérieur ou extérieur d'un sanctuaire permettant de suivre la célébration.
- Ha-ha : fossé creusé au bout d’une allée ou d’un parc, destiné à défendre l’accès sans borner la vue.
- Halle : bâtiment public de ville abritant un marché, souvent charpente de poteaux et de toiture.
- Happe : crampon qui sert à attacher, à lier deux pièces de bois, deux pierres, etc.
- Harpe : appareillage dans un mur fini des « pierres en attente », posées en saillie et en creux, pour raccord de construction ultérieure.
- Haute qualité environnementale (HQE).
- Haut-relief : sculpture dont le sujet en forte saillie ne se détache pas totalement du fond.
- Héberge : ligne de séparation sur le mur mitoyen de deux bâtiments accotés d'inégale hauteur. Surface non commune du mur mitoyen.
- Hérisson : couche de moellons placés « sur chant ».
- Herse : grille avec piques de fermeture verticale de porte de château. Cloison en serrurerie, séparative d'appartements sur balcon filant.
- Homme vert : motif d'ornement (religieux), tête d'homme formée ou entourée de végétaux.
- Horloge : appareil indiquant le temps officiel dans des palais, églises, beffrois, mairies, gares.
- Hors-d'air : qualifie un bâtiment à vitres et portes présentes.
- Hors-d'eau : qualifie un bâtiment à toiture et éléments d'étanchéité présents, équipement intérieur possible.
- Hors d'œuvre : construction annexe ou élément d'architecture en saillie de façade.
- Hors-gel, garde-au-gel : profondeur suffisante dans le sol pour protéger les fondations de bâtiment.
- Hourd : échafaudage solide du Moyen Âge, fait de planches.
- Hourdage : terme vieilli qui désigne un type de maçonnerie qualifié par certains de « grossière ».
- Hourdis : élément constitutif de plancher, en corps creux avec congés latéraux pour son support par des poutrelles de métal ou de béton.
- Huisserie, dormant : châssis à fixer de bloc-porte ou bloc-fenêtre, composé de montants et traverse(s) en bois ou métal support de l'ouvrant.
- Hypocauste : système romain de chauffage par le sol avec pour fluide caloporteur l'air, utilisé dans les thermes.
- Hypostyle : espace fermé de bâtiment antique dont le plafond est porté par des colonnes.

- Haut – A
- B
- C
- D
- E
- F
- G
- H
- I
- J
- K
- L
- M
- N
- O
- P
- Q
- R
- S
- T
- U
- V
- W
- X
- Y
- Z

## I
- Imposte : couronnement du piédroit d'un arc. Partie supérieure indépendante, fixe ou ouvrante, de porte, de fenêtre.
- Infrastructure (§ art.) : structure au-dessous du sol.
- Intrados : face inférieure d'une voûte ou d'un arc, face inférieure d'une pierre visible composant l'arc, la voûte.
- Isodomon, appareil isodome : appareil de pierre, brique, à assises réglées en disposition régulière pour un format d'élément (ou plusieurs en couches alternées : pseudo-isodomon).
- Iwan : vaste porche voûté ouvert par un grand arc devant une maison, un palais ou une mosquée du Proche-Orient.

- Haut – A
- B
- C
- D
- E
- F
- G
- H
- I
- J
- K
- L
- M
- N
- O
- P
- Q
- R
- S
- T
- U
- V
- W
- X
- Y
- Z

## J
- Jacquemart : automate d'art horloger, personnage sculpté en bois ou en métal qui frappe les heures.
- Jalousies, moucharabieh : dispositif équipant une fenêtre pour permettre de voir sans être vu.
- Jambage : montants latéraux de porte, fenêtre, cheminée (piédroit).
- Jambe : pilier de pierre de taille élevé aplomb dans un mur de maçonnerie pour porter les parties supérieures d'un bâtiment.
- Jambette : pièce de ferme de charpente.
- Jarret : défaut de courbure ou de planéité de surface de poutre, arc, moulure.
- Joint : intervalle qui reste entre deux pierres après qu'elles sont posées.
- Jouée : épaisseur de la muraille au pourtour d'une baie.
- Jour, ajour : découpe fournie par le remplage en pierre taillée dans une baie à claie-voie, une rosace.
- Jour de souffrance : ouverture ou fenêtre donnant sur la propriété d'un voisin et qui ne peut être refusée par ce dernier.
- Jubé (architecture religieuse) : élément composant une église à plan en croix.
- Judas : dispositif d'aperçu du visiteur à travers une porte, petite optique (œilleton), petite ouverture à volet.

- Haut – A
- B
- C
- D
- E
- F
- G
- H
- I
- J
- K
- L
- M
- N
- O
- P
- Q
- R
- S
- T
- U
- V
- W
- X
- Y
- Z

## K
- Kiosque : pavillon (à plancher surélevé) avec toit portant sur colonnes-poteaux. Édicule de vente sur trottoir.

- Haut – A
- B
- C
- D
- E
- F
- G
- H
- I
- J
- K
- L
- M
- N
- O
- P
- Q
- R
- S
- T
- U
- V
- W
- X
- Y
- Z

## L
- Lambourde : pierre calcaire tendre utilisée à Paris.
- Lambourde de parquet (§ art.) : pièce longue de charpente de plancher en appui sur solives et recevant le parquet.
- Lambourde de plancher (§ art.) : pièce longue de charpente en appui sur mur ou poutre, supporte les solives.
- Lambrequin : bandeau d'ornement bois ou tôle ajourés en rive de toiture.
- Lambris : revêtement de mur, plafond, en panneaux de marbre, bois, stuc.
- Lancette, arc lancéolé : arc (façon de tiers point) à portée très faible par rapport à haute flèche.
- Landier : grand chenet ornemental de cheminée (de cuisine).
- Lanterne, lanterneau, lanternon : surélévation ajourée ou vitrée (tour) en milieu de toit.
- Larmes, gouttes : ornement (ordre dorique) série de cônes ou de pyramides en frise. Ornement de plafond.
- Larmier : cannelure creuse en longueur de sous-face d'élément saillant en façade près d'arête.
- Latrines suspendues (§ art.) : cabines en surplomb d'étage de bâtisse pour le recueil des déjections.
- Latte : pièce de bois longue et mince de charpente, plâtrerie, menuiserie pour toiture et murs.
- Lésène : pilastre méplat (faux-pilier) décorant un mur extérieur.
- Liant : poudres à réhydrater minérales (plâtre, chaux hydraulique, pouzzolane naturelle, ciment prompt, portland [ciment artificiel]) ou pâtes hydrocarbone (bitume, résine polymère).
- Lice : palissade qui entoure une fortification, un stade.
- Lien : pièce de support utilisée en charpenterie.
- Lierne, sous-faîtage : nervure de voûte ogivale. Marque de faîte en sous-face de voûte.
- Lierne : pièce de plancher encastrée à mi-bois sur solive. Entretoise horizontale de rigidité de charpente courbe.
- Lignolet : faîtage constitué d'ardoises entrecroisées pouvant être découpées en motifs.
- Limon : pièce d'escalier de bois ou de métal, rampante, appui de marches, contre-marches, unique centrale ou de(s deux) côté(s) et support garde-corps.
- Linçoir (§ art.) : pièce horizontale de charpente de toit au-dessus de lucarne. Pièce façon chevêtre de plancher à proximité de mur. Poutre fixée au long de mur.
- Linteau : pierre massive, poutre bois ou acier ou béton, partie de baie support horizontal supérieur du mur.
- Listel : partie plate de moulure.
- Liteau, tasseau : latte de bois support de tuiles sur chevron de toit. Support menuisé fixé dans mur.
- Lobe : partie d'ornement contenue dans un arc de cercle, partie d'arc en pierre autour d'une portion de cercle.
- Loggia : balcon couvert en retrait de façade.
- Lotus : forme donnée pour structure architecturale et ornement en Orient et Extrême-Orient.
- Long-pan (§ art.) : mur de façade sous versant de comble (autre que mur pignon).
- Longrine : élément de structure ayant la forme d'une poutre et orienté horizontalement, supportant des forces mécaniques importantes.
- Lucarne : baie verticale en continuation de sommet de mur éclairant les combles.
- Lunette : ouverture formée dans une voûte principale par une petite voûte perpendiculaire. Quartier de voûte d'ogive.

- Haut – A
- B
- C
- D
- E
- F
- G
- H
- I
- J
- K
- L
- M
- N
- O
- P
- Q
- R
- S
- T
- U
- V
- W
- X
- Y
- Z

## M
- Mâchicoulis : galerie en surplomb (balcon à trous) en sommet de muraille.
- Maçonnerie à joints vifs : maçonnerie de pierres de taille appareillées sans calage de mortier, sans liant. Voir aussi joint (§ art.).
- Maçonnerie sèche, pierres sèches : blocs de pierre, dalles, posés calés à sec sans mortier. Voir aussi joint (§ art.).
- Madrier : pièce de charpente bois.
- Maison forte (architecture militaire médiévale).
- Mandapa (architecture religieuse hindoue).
- Mandorle : ornement religieux chrétien à contours en forme d'amande.
- Mansarde, comble à la Mansart : charpente de toit avec ferme triangulaire posée sur structure bois en trapèze presque rectangulaire.
- Manteau de cheminée : les piédroits latéraux et la corniche du chambranle au-dessus du foyer. La doublure sur chambranle de porte.
- Marche : élément horizontal degré d'élévation dans un escalier, devant une porte (marchepied).
- Marquise : auvent vitré protégeant une porte, un perron ou une fenêtre.
- Mascaron : tête sculptée, ornement de face de clef d'arc de baie.
- Massif : ouvrage de fondation et de stabilité de structure de bâtiment, de pont. Parcelle groupant fleurs, arbustes dans jardin.
- Massif antérieur, massif occidental, Westwerk : corps avancé d'église avec deux tours, porche, travée(s) (parfois) tribune.
- Médaillon : ornement de sculpture ou d'architecture de façade ou de plafond, peint ou en bas-relief, et inscrit dans un cartouche circulaire ou ovoïde
- Mégaron : pièce circulaire de grande taille, distribuant sur d'autres pièces plus privées.
- Membre : partie d'ouvrage architectural composant l'édifice. Composant de modénature.
- Membrure : membre rigide de structure charpentée. Membre de poutre-treillis (profil).
- Meneau : poteau maçonné divisant une baie en largeur.
- Merlon : parapet entre créneaux (de fortification).
- Métatome, métoche : espace entre deux modillons ou dentelets.
- Métope : panneau dans frise dorique.
- Meulière : pierre de construction (Bassin parisien).
- Meurtrière : ouverture pratiquée dans une muraille défensive pour permettre l'observation et l'envoi de projectiles.
- Mezzanine : plancher supplémentaire de demi-étage dans un étage.
- Mirador : moyen d'observation surélevé comme un poste de garde militaire ou dans une prison.
- Miséricorde (architecture religieuse).
- Modénature : disposition et profils des moulures et membres dans l'édifice définissant le style architectural.
- Modillon : élément sculpté saillant du mur et soutenant une corniche.
- Module : mesure dimensionnelle donnant l'ordonnance harmonieuse classique. Unité de logique modélisatrice plasticienne et fonctionnelle.
- Moellon : pierre calcaire taillée entrelacée dans l'appareil de construction de taille et masse maniables par un homme seul.
- Moellon, bloc de béton, agglo(méré), plot, parpaing : élément préfabriqué modulaire en béton de granulats moulé creux ou plein transportable par l'ouvrier pour maçonner des murs.
- Moise : pièce horizontale composant un échafaudage provisoire, poutre support du plancher.
- Monastère, abbaye (architecture religieuse) : édifice abritant une large communauté monastique. L'église sera dite « église abbatiale ».
- Montoir : borne au bas du mur, marchepied de cavalier. Protège l'arête du mur du passage des charrettes.
- Mortier : mélange de liant (plâtre, chaux, anhydrite, ciment, résine), d'un granulat fin, d'eau, utilisé en scellement.
- Moucharabieh, jalousies : dispositif de fenêtre permettant de voir sans être vu.
- Mouluration : ensemble des moulures faites sur un ouvrage.
- Moulure : ornement en long d'ouvrage, en creux ou en reliefs de sections constantes.
- Mur : paroi de maçonnerie construite en élévation au-dessus des fondations, constitue le gros de l'ouvrage d'un édifice.
- Mur anti-bruit : mur extérieur d'isolation phonique par absorption et déflexion, à proximité de la source de bruit.
- Mur-boutant : mur qui s'oppose aux poussées latérales.
- Mur cyclopéen : mode de construction primitif, constitué de grosses pierres équarries ou non.
- Mur dosseret (§ art.) : mur rapporté doublant mur défaillant.
- Mur de soutènement : mur de rétention de terrain, massif vertical ou avec fruit, massif à gradins, paroi béton à tirants ancrés.
- Mur gouttereau : mur porteur en façade dans l'axe de l'édifice.
- Mur pignon : mur porteur en façade en travers de l'édifice, sans porte d'entrée.
- Mur porteur : mur extérieur qui supporte la charpente et la structure des planchers.
- Mur de refend : mur porteur intérieur à l'édifice en travers ou en long pour reprise de charges et raidissement de la structure.
- Mur renard : mur (mitoyen) à fenêtrage de baies aveugles[5].
- Mur-rideau : façade à éléments suspendus à la dalle du dessus ou élément horizontal supérieur, structure non porteuse.
- Mur Trombe : mur noir derrière vitrage, accumulateur de chaleur d'effet de serre restituée par lame d'air reprise et canalisée.
- Mur végétalisé, mur vivant : paroi verticale support d'un écosystème, jardin vertical sans terre.
- Muret : petit mur bas, hauteur inférieure à mur de protection (garde-corps).
- Mutule : modillon d'ornement dorique. Extrémité de chevron de toit dépassant du mur de façade.

- Haut – A
- B
- C
- D
- E
- F
- G
- H
- I
- J
- K
- L
- M
- N
- O
- P
- Q
- R
- S
- T
- U
- V
- W
- X
- Y
- Z

## N
- Nacelle, aussi appelée scotie ou trochile : gorge creuse d'ornementation du pied d’un fût de colonne.
- Narthex (architecture religieuse) : élément composant une église à plan en croix.
- Nef (architecture religieuse) : élément composant une église à plan en croix.
- Nervure de croisée d'ogives (§ art.) : forte moulure en arc de renfort d'intersection de voûtes.
- Nervure de voûte (§ art.) : forte moulure en arc de renfort de voûte.
- Niche : renfoncement présentoir d'objet dans un mur.
- Niveau : espace entre plancher et plafond dans un bâtiment, décompté par 1 depuis 0 au rez-de-chaussée selon sa hauteur d'altitude.
- Noue : creux d'intersection de deux pans à faîtages non parallèles du même versant de toiture.
- Nu du mur : surface externe plate d'un mur en référence hors saillies pour les mesures. Nu intérieur dans une pièce. Nu extérieur en façade.

- Haut – A
- B
- C
- D
- E
- F
- G
- H
- I
- J
- K
- L
- M
- N
- O
- P
- Q
- R
- S
- T
- U
- V
- W
- X
- Y
- Z

## O
- Oculus, œil-de-bœuf : petite baie de mur de forme ronde ou ovale, lucarne.
- Ogive : arc brisé diagonal nervure d'une voûte. Arc brisé.
- Opus, appareil : ensemble de pierres assemblées de façon précise pour confectionner un mur ou un élément du mur (arc).
- Opus africanum : appareil de mur antique pierres et briques.
- Opus craticium : appareil de mur antique treillis bois et mortier.
- Opus incertum : appareil de mur ou appareil de carrelage irrégulier.
- Opus mixtum : appareil de mur alternance pierres et briques.
- Opus piscatum : appareil en arête-de-poisson.
- Opus quadratum : appareil de mur et dallage en grands éléments rectangulaires.
- Opus spicatum : appareil de mur et muret en forme d'épi.
- Opus testaceum : appareil de construction romain entièrement en briques cuites.
- Ordre architectural : système de règles de disposition et de proportions d'éléments architecturaux.
- Ordre colossal (ordre antique).
- Ordre composite (ordre antique).
- Ordre corinthien (ordre antique).
- Ordre dorique (ordre antique).
- Ordre ionique (ordre antique).
- Ordre toscan (ordre antique).
- Oriel, bow-window : petit espace avec fenêtres appartenant à un local en étage, en débord, en saillie de façade.
- Ossature, structure porteuse : ensemble des éléments porteurs rigidifiant l'édifice (squelette).
- Ossuaire : édifice de conservation d'ossements humains.
- Oubliette : cave, cachot.
- Ouvrage à cornes : ouvrage avancé de fortification hors du corps de la place fortifiée.
- Ouvrage d'art : construction aérienne ou souterraine pour aménagement de voie terrestre ou voie d'eau.
- Ouvrant : partie mobile sur gonds, pivots, glissière d'une porte ou d'une fenêtre.
- Ove : courbe en forme d'œuf. Moulure.

- Haut – A
- B
- C
- D
- E
- F
- G
- H
- I
- J
- K
- L
- M
- N
- O
- P
- Q
- R
- S
- T
- U
- V
- W
- X
- Y
- Z

## P
- Paillasse : dalle, table horizontale ou rampante support.
- Palée : alignement de pieux pour chantier.
- Palier (§ art.) : plate-forme qui reçoit les volées d'escalier et donne accès à l'étage par les portes palières.
- Palladienne, serlienne : baie cintrée avec de côté deux plus petites baies rectangulaires, surmontées d'une plate-bande.
- Palmette : motif d'ornement.
- Pan de béton : ossature apparente de béton en poteaux et dalles avec remplissage de matériaux légers.
- Pan de bois, colombage : ossature apparente de bois comblée de matériaux légers (de maison pouvant avoir étage(s) en encorbellement).
- Pan de fer : ossature apparente de fer en poteaux et poutres avec remplissage de matériaux légers.
- Panne : pièce horizontale de charpente, support (au-dessus des fermes) des chevrons ou des panneaux.
- Panne faîtière : pièce horizontale au sommet de charpente, support des chevrons ou des panneaux.
- Panne sablière : pièce horizontale en bas de charpente, sur le mur, support des chevrons ou des panneaux.
- Parement : face visible d'un mur, d'une couverture, d'un élément constitutif de construction.
- Parpaing : élément de maçonnerie taillé ou moulé avec parement sur les deux faces du mur. Bloc de béton.
- Parpaing, bloc de béton, agglo(méré), moellon, plot : élément préfabriqué modulaire en béton de granulats moulé creux ou plein transportable par l'ouvrier pour maçonner des murs.
- Parquet : revêtement de sol en lames de bois assemblées suivant un motif, ensemble solidarisé ou non à son support.
- Parvis (architecture religieuse) : place devant l'entrée d'une église.
- Passage : circulation architecturale selon l'arrangement des corps de bâtiment et des pièces distribuées.
- Passage berrichon : passage biais reliant la nef aux bras du transept.
- Passage cocher, porte cochère : porte haute à double battant.
- Passerelle : pont à l'usage exclusif des piétons.
- Patère : dans le registre de motifs ornementaux du décor architectural, élément de forme circulaire, qui tente d'imiter la patère de l'Antiquité ; cette coupe plate, vue de dessus, comporte normalement, au centre, une partie en relief, l'omphalos[6].
- Patio : cour intérieure de bâtisse (bordée d'une galerie).
- Pavillon : édifice petit et isolé.
- Pendentif : portion triangulaire de voûte sphérique au-dessus de poteau. Élément de décor pendant.
- Péribole : mur extérieur limitant un espace autour d'un temple ou d'un autel romain.
- Périptère (architecture classique grecque) : rangées de colonnes formant un péristyle extérieur.
- Péristyle : colonnes entourant un édifice ou devant une de ses façades.
- Perron : petit escalier de pierre se terminant par une plate-forme devant l'entrée principale d'un bâtiment.
- Persienne : contrevent (extérieur) ou volet (intérieur) de fenêtre à claire-voie.
- Pièce, salle : local à fonction particulière dans l'édifice.
- Pied : base plus épaisse d'un mur. Support de colonne. Support de voûte.
- Pied d'éléphant, contrefort : massif, renfort de maçonnerie massive pour contenir une poussée latérale sur un mur.
- Piédestal : massif de maçonnerie support de colonne ou d'objet.
- Piédroit, pied-droit : partie latérale de baie, porte, fenêtre, cheminée. Mur vertical, embase de voûte. Pilier d'arcade.
- Pierre armée : ajout de tirants métalliques dans pierres taillées, pour maçonnerie (pas en béton), travaillant en flexion.
- Pierre de taille : blocs de pierre de carrière dont toutes les faces sont dressées ; taillées pour obtenir des faces planes.
- Pierres sèches, maçonnerie sèche : moellons, blocs, dalles posés sans lit de mortier.
- Pignon : partie supérieure triangulaire du mur servant à donner des versants à un toit. Façade sans entrée.
- Pilastre : faux pilier intégré au mur en ornement.
- Pile : pilier de faible section. Massif support de tablier ou base d'arche de pont.
- Pilier : poteau maçonné et non circulaire transférant verticalement les charges reçues vers les fondations.
- Pilier butant, contrefort : massif de maçonnerie en contrefort de poussée d'arc, de voûte.
- Pilier soissonnais : pilier gothique avec une colonnette unique adossée au fût.
- Pilotis : série de pieux (bois) de fondation solidarisés en étau par des traverses doubles.
- Pinacle : élément poids stabilisateur vertical d'arc, d'arc-boutant (ornementé).
- Pisé : terre non cuite mélangée ou non avec des liants et de la paille et coffrée (banchée) en mur.
- Plafond : surface horizontale qui constitue la partie supérieure d'une salle.
- Plafond cathédrale.
- Plan basilical (organisation architecturale d'édifice).
- Plan bénédictin (organisation architecturale d'édifice religieux).
- Plan centré d'église (organisation architecturale d'édifice religieux).
- Plan centré, plan cruciforme, plan polygonal : différentes types d'organisation architecturale d'un édifice.
- Plancher : plate-forme horizontale en bois, béton, fer, accessible aux personnes, formant l'étage d'une construction.
- Plancher chauffant solaire : plancher chauffant avec fluide caloporteur réchauffé dans des capteurs solaires.
- Plancher poutrelles-hourdis : poutrelles chaînées entre elles recevant des hourdis noyés dans le béton d'une chape de compression.
- Plate-bande : bande saillante de pierre ou brique encadrant une baie.
- Plein de travée (§ art.) : ensemble des maçonneries pleines formant une bande horizontale en façade entre les baies de deux étages.
- Plinthe : dalle carrée base de colonne, piédestal. Lame de bois, bordure de céramique en pied de mur ou cloison de pièce, gaine plastique apparente horizontale basse de courants faibles.
- Plot : ouvrage de fondation ponctuelle de poteau, pilier, colonne. Support de dalle amovible.
- Plot, bloc de béton, agglo(méré), moellon, parpaing : élément préfabriqué modulaire en béton de granulats moulé creux ou plein transportable par l'ouvrier pour maçonner des murs.
- Podium : massif de maçonnerie au-dessus du sol support d'édifice(s) avec escalier d'accès.
- Poinçon : pièce de ferme de charpente.
- Poinçonnement (§ art.) : déformation par écrasement de supports de poutre, semelles de poteaux, etc.
- Pointe-de-diamant : motif d'ornement de moulure de l’époque romane.
- Poivrière : guérite de maçonnerie à toit conique en encorbellement en angle de bastion, de château fort.
- Pont-voûte : pont à technique de fabrication en maçonnerie de l’Antiquité au XIXe siècle.
- Porche : abri devant une porte d'entrée, passage couvert entre rue et cour.
- Portail : porte extérieure (en mur de clôture) de grande dimension.
- Porte : baie fournissant un passage dans un mur avec panneau de fermeture parfois avec vitre.
- Porte cochère : porte haute à double battant.
- Portée : longueur libre d’un élément horizontal de franchissement soutenu à une ou plusieurs extrémités.
- Porte-fenêtre : fenêtre-porte extérieure à seuil franchissable, élément du fenêtrage.
- Portique : poutre sur poteau ou pilier. Galerie ouverte sur côté sur colonne ou arcade.
- Postes, flots grecs, vagues : motif d’ornementation, bande formée d’enroulements en S ou spirales se reliant de façon continue.
- Potager : massif creux de maçonnerie ou de fonte, table d'aménagement de pièce cuisine pour cuisson (fourneau).
- Potale : niche, renfoncement présentoir d'objet dans un mur (Belgique).
- Poteau : organe monolithe de structure bois ou métal ou pierre transférant verticalement les charges reçues vers les fondations.
- Potence : appui de charpente poteau et chapeau (poutre) solidarisés par le(s) lien(s) (pièce(s) qui triangule(nt)).
- Poterne : petite porte intégrée aux murailles d'une fortification.
- Poutraison : ensemble des poutres et poutrelles.
- Poutre : élément de structure porteuse transférant les charges horizontales aux éléments verticaux.
- Poutrelle : poutre de faible section.
- Prélinteau : coffre en béton pour coffrage perdu de linteau.
- Presbytérium (architecture religieuse).
- Propylée (architecture religieuse).
- Prothyrum : chez les grecs, vestibule placé devant la porte d'une maison, chez les romains couloir conduisant de la porte de la rue à celle donnant sur l'atrium.
- Protomé : ornement.
- Puits à eau : excavation maçonnée à l'extérieur ou l'intérieur d'édifice, atteignant une nappe d'eau, en général surmontée d'une margelle.
- Puits provençal : système de rafraîchissement de local en saison chaude par prise d'air dans canalisation enterrée.
- Pureau : partie découverte d'une tuile de couverture de la longueur de l'espacement entre liteaux.
- Putto : ornement.
- Pyramide (architecture moderne).
- Pyramides d'Égypte (architecture égyptienne).

- Pyramidion : petite pyramide constituant le sommet d'une pyramide ou d'un monument antique.

- Haut – A
- B
- C
- D
- E
- F
- G
- H
- I
- J
- K
- L
- M
- N
- O
- P
- Q
- R
- S
- T
- U
- V
- W
- X
- Y
- Z

## Q
- Quadratura : peinture d'architectures en trompe-l'œil, appréciée notamment pendant la période baroque.
- Quadrifore : se dit d'une fenêtre à quatre baies.
- Quadrilobe (§ art.) : motif d'ornement, de composition, à quatre lobes en arcs non brisés, trèfle à quatre feuilles.
- Quatre-feuilles : motif d'ornement, de composition, à quatre lobes en arcs brisés, trèfle à quatre feuilles.
- Queue de vache (§ art.) : pan de toit peu large et au bas de la toiture, à plus faible pente que le versant principal.
- Quinconce : disposition en décalage de rangs identiques d'éléments en général identiques, forme des alternances sur une surface.

- Haut – A
- B
- C
- D
- E
- F
- G
- H
- I
- J
- K
- L
- M
- N
- O
- P
- Q
- R
- S
- T
- U
- V
- W
- X
- Y
- Z

## R
- Racheter (§ art.) : corriger en plan ; façade une différence de forme, de niveau, d'épaisseur par ajout (discret) d'édicule, de trompe, d'aileron, de terrasse, de marche, de moulure.
- Radier général (§ art.) : dalle en béton de fondation d'édifice.
- Rais de cœur : motif d'ornement.
- Rampant (§ art.) : élément droit incliné disposé de manière à offrir une pente.
- Redent, redan : décrochement de niveau d'une semelle de fondation. Décrochement de niveau d'arase de mur. Ouvrage avancé de fortifications.
- Redents (toiture) : toiture en dents de scie (shed).
- Refend de maçonnerie : joints profonds accentuant l'appareil de pierre de taille. Sillons dans l'enduit de mur simulant l'appareil de pierres.
- Refend porteur : mur transversal (parfois longitudinal), sur fondations, de contreventement, support de canalisations, conduits fumées.
- Regingot, appui de fenêtre : pièce transversale calant en bas la fenêtre sur l'allège (appui de baie).
- Règles de l'art : façon de faire conforme aux prescriptions légales (DTU), matérialisant des lois et habitudes de la profession.
- Régner (§ art.) : s'étendre, pour un élément horizontal, sur toute ou grande partie de la façade.
- Remise : édifice où étaient remisés les véhicules, à l'époque de la traction animale (garage).
- Remplage : armature en pierre taillée d'une baie à découpe en jours. Armature en poteaux bois de pan de bois.
- Renfoncement (§ art.) : partie de mur non alignée sur le nu du mur, en retrait ; fournit une niche si recouverte.
- Renvoi d'eau :  partie inférieure horizontale des battants de fenêtres et des portes.
- Repos (§ art.) : plate-forme d'escalier entre deux volées de marches ne donnant pas accès à un étage.
- Ressaut : partie en forte saillie du plan d'un élément vertical, horizontal, oblique. Redan, saillie, encorbellement.
- Restanque, muret de pierres sèches : digue de rétention d'alluvions pour jardin de terrasse provençale en rive de torrent.
- Retombée de poutre (§ art.) : hauteur visible après mise en œuvre d'une poutre, d'un linteau de baie.
- Retrait (§ art.) : positionnement en arrière d'un pan en élévation. Diminution dimensionnelle de béton, plâtre séché.
- Rinceau : motif d'ornement.
- Risberme : talus de protection ou de renforcement un pied de mur pour assurer sa stabilité, en terre, et, s'il peut être raviné par l'eau, en blocs de pierre ou en béton.
- Rive de toiture (§ art.) : élément oblique dans le plan vertical bordant l'extrémité du toit côté pignon.
- Rocaille : maçonnerie ornementale pour petit édifice dans jardin. Style ornemental (meubles).
- Rond-point : dans une église avec déambulatoire, l'ensemble des piliers et des arcades fermant l'abside.
- Rosace, rose : baie de forme ronde dans un mur, avec armature (remplage) de pierre taillée. Ornement de plafond. Ornement (jours) de muret garde-corps. Ornement de plancher.
- Rotonde : petit pavillon circulaire porté par des colonnes et souvent coiffé d'un dôme. Pièce circulaire intérieure.

- Haut – A
- B
- C
- D
- E
- F
- G
- H
- I
- J
- K
- L
- M
- N
- O
- P
- Q
- R
- S
- T
- U
- V
- W
- X
- Y
- Z

## S
- Sablière : poutre bois horizontale à la base du versant de toit, sur le mur de façade. Poutre métal
- Salestre : cour intérieure d'immeuble niçois.
- Salle, pièce : local à fonction particulière dans l'édifice.
- Salle blanche : local scientifique ou médical à la stérilité d'environnement entretenue.
- Salle d'eau, salle de bain : local mettant à disposition de l'eau en dehors de la cuisine et considéré comme pièces humides.
- Scotie, trochyle, nacelle : gorge creuse d'ornementation du pied d’un fût de colonne.
- Second œuvre (œuvre léger) : ce qui n'est pas du gros œuvre dans l'ouvrage : équipement, étanchéité, décor.
- Semelle : ouvrage de fondation maçonnée répartissant les charges au sol.
- Serlienne, palladienne : baie cintrée avec de côté deux plus petites baies rectangulaires, surmontées d'une plate-bande.
- Seuil de porte : degré, marche dans l'embrasure de porte.
- Sgraffite : motif d'ornement par gravure dans du mortier.
- Shed, toiture à redents : toiture en dents de scie.
- Socle : base apparente de colonne, pilier ou statue.
- Soffite : dessous d'un ouvrage suspendu, souvent le dessous d'une corniche.
- Solin : bande en mortier couvre-joint et calfeutrement de souche de cheminée, ou en longueur au pied d'un mur saillant du toiture.
- Solive : pièce longue de charpente de plancher. 1) Posée au long du mur ou de poutre et support des lambourdes recevant le parquet. 2) Posée sur lambourdes et support de l'aire de plancher.
- Solive bâtarde (§ art.) : solive courte posée sur chevêtre de trémie.
- Sommier : pierre ou assise de pierres, appui de partie courbe d'arc ou de partie horizontale de linteau.
- Soubassement, base, embasement : assise ou assiette ou fondation d'un édifice, d'un élément porteur (mur, pilier, colonne).
- Soupirail : dans le soubassement d'édifice, baie étroite de ventilation ou d'éclairage de local, avec ou sans fenêtre, avec ou sans grille.
- Sous-face : face tournée vers le bas d'une dalle, d'un plafond.
- Sous-sol : toute pièce ou étage qui est en dessous du rez-de-chaussée d'un édifice.
- Staff : ouvrage en plâtre armé de filasse constituant un faux-plafond ou des décors de plafond, faux-plafond.
- Stalles (architecture religieuse).
- Stéréobate : soubassement continu, sans décor, commun à plusieurs colonnes d'édifice antique.
- Stoa : portique d'édifice antique.
- Striction (§ art.) : déformation locale avec diminution de section d’éléments étirés subissant une surtraction.
- Structure porteuse, ossature : ensemble des éléments porteurs rigidifiant l'édifice (squelette).
- Stuc : mélange de poudre de marbre, chaux et plâtre. Ouvrage obtenu avec le mélange.
- Style bugnato : style de revêtement mural externe.
- Style grec ancien.
- Stylobate : soubassement continu, avec décor, commun à plusieurs colonnes d'édifice antique. Plinthe bois haute.
- Superstructure : structure au-dessus du sol.

- Haut – A
- B
- C
- D
- E
- F
- G
- H
- I
- J
- K
- L
- M
- N
- O
- P
- Q
- R
- S
- T
- U
- V
- W
- X
- Y
- Z

## T
- Table : surface plate verticale maçonnée, plaque de pierre.
- Table coffrante, table moulante : outil de coffrage horizontal du béton de dalle (pouvant être sur place).
- Table saillante : panneau lisse en bas de porte-fenêtre, de contrevent, saillant à l'extérieur du bâti pour le ruissellement de pluie.
- Tableau : partie verticale perpendiculaire à la façade dans une baie, reçoit le bâti. Partie verticale intérieure perpendiculaire au mur dans une cheminée.
- Tabula ansata : cartouche rectangulaire flanqué de deux queues d'aronde.
- Tailloir, abaque : partie supérieure du chapiteau des colonnes, sur laquelle porte l'architrave.
- Talon : ornementation, moulure formée d'arc de cercle convexe superposé à arc de cercle concave, en S inversé biais vertical.
- Talon renversé : ornementation, moulure formée d'arc de cercle concave superposé à arc de cercle convexe, en S biais vertical.
- Tambour : assises cylindriques composant un fût de colonne. Porte tourniquet.
- Taque, contre-cœur : mur de fond d'âtre de cheminée.
- Tas de charge : appareil de pierres, assises horizontales formant un arc complet ou base ou une « fausse » voûte (cul-de-four).
- Tasseau : latte de bois support de bande zinc en toiture. Support menuisé de bardeaux pour plafond plâtré sous solive ou de bardeaux pour carrelage sur solive.
- Tavaillon ou Tavillon: En Suisse romande et en Savoie, tuiles écailles en bois qui se recouvrent partiellement sur un toit afin d'assurer l'étanchéité et l'isolation thermique. Voir Ancelle.
- Télamon, atlante : statue d'homme ployé (Atlas) formant support pour un élément en encorbellement.
- Terrasse : plateforme non en surplomb et non fermée, au sol, en étage, en toiture de bâtisse.
- Terrasson : partie à faible pente du toit « à la Mansart ».
- Terre crue : terre non cuite mélangée ou non avec des liants, compactée en blocs assemblés ou banchée en mur (pisé).
- Terre cuite : terre argileuse cuite composant les blocs et dalles céramiques.
- Tétramorphe (architecture religieuse) : décor de tympan d'église.
- Tétrastyle : colonnade de quatre colonnes.
- Tholus, tolus (architecture romaine) : dôme. Clef de voûte du dôme.
- Tierceron : nervure d’arête unissant l'extrémité de la lierne aux angles d’une voûte de style gothique.
- Tiers-point : point d’intersection de deux arcs d’ogive (voûte en tiers-point).
- Tirant : membrure bois ou métal de reprise des efforts de traction, évitant le déversement de mur, l’écartement de charpente.
- Toilettes : équipement sanitaire recueillant les déjections. Cabine ou salle de bain. Édicule sur la voie publique.
- Toit, toiture : ensemble des éléments de couverture étanche d'un édifice.
- Toiture végétalisée : terrasse support d'un écosystème, jardin hors sol sans terre.
- Toit-terrasse : toit plat (peut être accessible avec espace de vie).
- Tombeau : monument de sépulture.
- Torchis : mortier de mur composé de terre, paille ou foin, éventuellement chaux, en remplissage en général d'ossature bois.
- Tortillis : motif d'ornement, cannelure.
- Tour militaire : bâtiment plus haut que large, en avant ou dans des fortifications.
- Tour, gratte-ciel : bâtiment plus haut que large, dépassant les constructions voisines.
- Tour-lanterne (architecture religieuse) : tour composant une église.
- Tournisse : dans un pan de bois, poteau vertical de remplissage reliant une sablière à une écharpe ou à une décharge.
- Traction (§ art.) : effort d'arrachement de face subi par des éléments tendus, de charpente par exemple.
- Transept (architecture religieuse) : élément composant une église à plan en croix.
- Travée : baie ou volume ou groupe éléments de construction, élément en ensemble ordonné entre supports principaux répétitifs.
- Traverse d'imposte : traverse séparant la partie fenêtre (ouvrante) en imposte de la partie porte et recevant le battant de celle-ci.
- Tréhory : La cuisine possède un tréhory, petite pièce au plafond dont l'accès s'effectue par un escalier, dans laquelle dormaient les servantes[7].
- Treillis soudé : nappe de fers soudés en mailles carrées formant l'armature intérieure des dalles et voiles de béton armé.
- Trémie : espace réservé dans un plancher pour le passage d'un escalier, d'un ascenseur, d'une cheminée, d'une gaine, etc.
- Tribune (architecture religieuse) : élément composant une église.
- Triclinium (architecture romaine) : salle de réception d'une maison.
- Triforium (architecture gothique) : galerie voûtée ouverte sur l’intérieur d'église en bas côté de la nef, partie interne des arcs-boutants.
- Triglyphe : motif d'ornement de frise dorique.
- Trilobe : motif d'ornement, de composition, à trois lobes en arcs non brisés, trèfle à trois feuilles.
- Trochyle, nacelle, scotie : gorge creuse d'ornementation du pied d’un fût de colonne.
- Trompe : portion de voûte à la base de murs saillants ou rentrants et coupant l'angle au sol ou remplissant l'angle en élévation :
  - trompe d'angle : trompe pour former l'angle saillant au sol et constituer un pan supplémentaire en encorbellement ;
  - trompe sous le coin : trompe pour abattre l'angle saillant au sol et de former l'arête en encorbellement.
- Tropaion (architecture gréco-romaine) : monument commémorant une victoire.
- Tropézienne : terrasse tropézienne, parfois appelée simplement tropézienne. Il s'agit d’espaces à l'air libre aménagés en remplacement d’une partie de la toiture, par exemple dans les combles perdus.
- Trou de boulin : trou dans mur supportant échafaudage bois. La pièce d'échafaudage perpendiculaire au mur. Nid dans pigeonnier.
- Trumeau : mur, cloison, compris entre deux fenêtres. Pilier support du linteau d'un portail d'église placé à son milieu.
- Tuile : élément de couverture pour toiture à pente.
- Tuyé : local fumoir de viande dans les fermes du Haut-Doubs.
- Tympan : surface triangulaire encadrée par les corniches d'un fronton. Partie fixe verticale maçonnée ou menuisée en remplissage sous voûte en arc sur porte, portail.

- Haut – A
- B
- C
- D
- E
- F
- G
- H
- I
- J
- K
- L
- M
- N
- O
- P
- Q
- R
- S
- T
- U
- V
- W
- X
- Y
- Z

## U
- Urinoir : édifice sanitaire public. Appareil sanitaire.

- Haut – A
- B
- C
- D
- E
- F
- G
- H
- I
- J
- K
- L
- M
- N
- O
- P
- Q
- R
- S
- T
- U
- V
- W
- X
- Y
- Z

## V
- Vagues, postes, flots grecs : motif d’ornementation, bande formée d’enroulements en S ou spirales se reliant de façon continue.
- Vaisseau : salle élémentaire centrale allongée en plan, de la hauteur de tout le bâtiment, (ou au moins de plusieurs étages), peut avoir un axe de travée en 1/4 de cercle; (architecture religieuse) : élément composant une église à plan en croix.
- Vantail, battant : partie mobile (ouvrant) sur gonds d'une porte ou d'une fenêtre.
- Vasistas : petite fenêtre.
- Véranda : galerie vitrée, fermée ou ouverte, en appentis devant une façade.
- Vermiculure : motif d'ornementation des pierres en forme de vers.
- Vernaculaire : construction édifiée par utilisateur hors corporation du bâtiment (architecture représentative société rurale locale).
- Verrière : grand pan vitré en toiture et ou façade vitrée entièrement transparente de local vaste.
- Vertevelle : verrou.
- Vestibule : pièce d'entrée, accès d'escalier ou couloir de dégagement des salles d'un étage d'édifice.
- Vide sanitaire : espace ventilé de séparation du sol au premier plancher d'une bâtisse sans sous-sol, non accessible.
- Vitrage à isolation renforcée : double vitrage avec fine couche transparente de métal ou d'oxyde en surface intérieure.
- Vitre : panneau transparent ou opaque de verre et transparent de matière plastique équipant une fenêtre.
- Vitrière : tringle de fer de profil carré mince servant à maintenir une verrière.
- Voile : paroi verticale ou oblique, pleine, en béton armé ou non coffré sur place. Structure de charpente réticulée.
- Volée (§ art.) : partie rampante d'un escalier comportant les marches.
- Volet : panneau opaque de fermeture de baie (fenêtre, porte, etc.) posé en intérieur du bâtiment.
- Volige : pièce de charpente mince recevant la couverture de toiture.
- Volute : ornementation par une moulure enroulée en forme de spirale. Enroulement de départ du bas de rambarde.
- Vomitoire (architecture antique) : couloir de dégagement des gradins d'édifice recevant du public.
- Voussoir : pierre taillée composant un arc ou une voûte. Élément constitutif de pont béton, section de tablier.
- Voussure : courbure d'une moitié d'arc ou de voûte. Raccord voûté entre paroi verticale et horizontale. Sous face d'arc de linteau de baie.
- Voûtain : compartiment de voûte délimité par des arêtes ou des ogives. Remplissage, voûte en briques entre poutrelles.
- Voûte : ouvrage de couvrement intérieur maçonné sur cintres d'un édifice.
- Voûte d'arêtes : voûte à quartiers portions de voûte en berceau (Moyen Âge).
- Voûte d'ogive : voûte à quartiers ogivaux sur ossature d'arcs brisés (gothique).
- Voûte en berceau : voûte en demi-cylindre à plat ou approchant.
- Voûte nubienne : voûte en berceau parabolique montée sans cintre.
- Voûte sarrasine (§ art.) : voûte d'escalier tournant.
- Voûte sphérique : voûte semblable à une coupole à base carrée.
- VRD, voirie et réseaux divers : voie de circulation et sujétions, eaux, égouts, énergies, informations.

- Haut – A
- B
- C
- D
- E
- F
- G
- H
- I
- J
- K
- L
- M
- N
- O
- P
- Q
- R
- S
- T
- U
- V
- W
- X
- Y
- Z

## W
- Westwerk, massif-antérieur, massif-occidental : corps avancé d'église avec deux tours, un porche, travée(s), parfois tribune.

- Haut – A
- B
- C
- D
- E
- F
- G
- H
- I
- J
- K
- L
- M
- N
- O
- P
- Q
- R
- S
- T
- U
- V
- W
- X
- Y
- Z

## X
- Xyste (architecture antique) : salle ou portique constituant une galerie de gymnase grec ou romain.

- Haut – A
- B
- C
- D
- E
- F
- G
- H
- I
- J
- K
- L
- M
- N
- O
- P
- Q
- R
- S
- T
- U
- V
- W
- X
- Y
- Z

## Y
- Yton : ciment de la maison.

## Z
- Zellige (architecture marocaine et maroco-andalouse) : décor émaillé de sol ou de mur.
- Zinzolin : couleur rouge violacée, tirée de la semence du sésame.
- Zoophore : désignait les frises décorées de figures d'animaux.
- Zothèque : dans les maisons romaines, alcôve pratiquée dans les murs des chambres pour y loger la tête d'un lit.

### Interwiki Wikimedia
- Catégorie:Lexique en français de l’architecture sur Wiktionnaire